# Djuptjärnen (Våmhus socken, Dalarna)
Djuptjärnen är en sjö i Mora kommun i Dalarna och ingår i Dalälvens huvudavrinningsområde.